# Герасимовка (Сумская область)
Герасимовка (укр. Герасимівка) — село,
Пустовойтовский сельский совет,
Роменский район,
Сумская область,
Украина.
Код КОАТУУ — 5924187903. Население по переписи 2001 года составляло 1219 человек .

## Географическое положение
Село Герасимовка находится на левом берегу реки Сула,
выше по течению на расстоянии в 1 км расположено село Пустовойтовка,
ниже по течению примыкает город Ромны,
на противоположном берегу — село Плавинище.
Рядом проходит автомобильная дорога Н-07.

## История
- Поблизости села Герасимовка обнаружены остатки поселения неолита.
- В ЦГИУ г. Киеве имеется  исповедная книга за 1749 год

## Экономика
- ООО «Фермер Засулья».
- Фермерское хозяйство «Пролисок».

## Объекты социальной сферы
- Школа І–ІІІ ст.
- Фельдшерско-акушерский пункт.